# Baasism

Steagul partidului Baas

Mișcarea Baas, cunoscută și ca Baasism, Ba'asism, Baatism, Ba'athism sau Baathism, este o mișcare politică fondată de Michel Aflaq, Zaki Najib al-Arsuzi și Salah ad-Din al-Bitar, precum și ideologia oficială a Partidului Baas Arab Socialist. Aceasta își propune să unească lumea arabă sub conducerea unui partid revoluționar socialist. Baasismul militează pentru o renaștere a culturii și națiunii arabe, susținând formarea unor state cu un singur partid și respingând pluralismul politic. Principiile acestuia sunt: naționalism arab, pan-arabism, socialism arab, antiimperialism, secularism, antisionism și progres social. Baasismul se deosebește totuși de socialismul clasic prin susținerea proprietății private până la un anumit punct și opoziția față de naționalizare.
Statele baasiste care au existat sunt Irakul lui Saddam Hussein și Siria din 1963 până în prezent. Aceste state au fost criticate pentru modul autoritar de a conduce, precum și pentru represiunea politică severă.

## Neo-Baasism
În urma loviturii de stat din 1963, în Siria a ajuns la putere partidul Baas. Divergențele dintre moderați și radicali au dus la fragmentarea partidului în 2: cel irakian (condus de Saddam Hussein) și cel sirian (condus de Salah Jadid și ulterior de Hafez al-Assad, ambii ofițeri militari). Aflaq și al-Bitar au fugit în exil, fiind condamnați la moarte in absentia de către noul regim Baasist din Siria, dominat de cadrele militare. Jadid (și ulterior Assad) a adoptat o politică de extrema stângă, destul de diferită față de Baasismul original. De aceea regimul sirian a fost denumit mai degrabă Neo-Baasist, decât baasist clasic. O altă caracteristică a neo-baasismului este militarismul, armata ocupând un rol important atât în aparatul de stat, cât și în propaganda națională. Assad și liderii neo-baasiști au acuzat regimul baasist irakian ca fiind reacționar și de dreapta.

## Acuzații de fascism
Mai mulți politologi, istorici și jurnaliști au acuzat că Baasismul ar reprezenta mai degrabă o formă de fascism adaptat la lumea arabă decât o formă de socialism. Cyprian Blamires a susținut că există mai multe asemănări între baasism și fascism: naționalismul autoritar, socialismul antimarxist, dorința de a crea un "om nou" și de a restabili trecutul glorios, sistemul monopartid ș.a.m.d. Aceste acuzații au fost respinse de Aflaq și alți lideri baasiști.
Baasismul a fost acuzat de asemenea că ar fi o formă de ultranaționalism arab deoarece, atât regimul baasist sirian, cât și cel irakian, au persecutat alte grupuri etnice, cum ar fi kurzii sau perșii.